# 富勒琿凝珠
富勒琿凝珠（1781年—1829年），一名富勒渾凝珠、富勒渾翁珠，沙濟富察氏，鑲黃旗滿洲人。清朝政治人物，大學士傅恒曾孫，乾隆帝外曾孫，官至副都統，襲爵一等忠勇公。

## 生平
監生出身。嘉慶四年（1799年），補授藍翎侍衛，隨後升三等侍衛，挑選於乾清門行走。八年（1803年），升二等侍衛。
十年（1805年）三月，因與另一位乾清門侍衛阿隆阿托故未赴圓明園出勤，遭嘉慶帝令責四十板並革職、發往清東陵作為拜唐阿，交父親豐紳濟倫管束。
十一年（1806年）五月，嘉慶帝諭富勒琿凝珠「身體甚笨，在侍衛上行走亦不得力」，令以藍翎侍衛隨同父親豐紳濟倫前往盛京一體操演弓馬，「俟三年期滿，如果在彼安靜，步射嫻熟，著富俊據實奏聞，再行加恩。儻不安分，仍然怠惰，即行參奏治罪，斷不輕貸。」
十二年（1807年）十二月，父豐紳濟倫卒，承襲一等忠勇公爵。後補授散秩大臣。
十三年（1808年），挑在乾清門行走。八月，木蘭秋獮，富勒琿凝珠與鎮國公綿偲一同充任管圍大臣，圍獵時屬下的哨鹿善獵人誤將鹿隻趕出圍外，嘉慶帝責備富勒琿凝珠「馬上本屬平常」，不必管圍，退出乾清門，加恩仍在散秩大臣上行走，並罰職任俸半年。
十五年（1810年）七月，升授正紅旗蒙古副都統。
後兼任武備院卿，兼充圓明園總管事務大臣。十七年（1812年）正月，因未早到乾清門值勤當差，革去副都統、武備院卿，退出乾清門，仍留散秩大臣、管理圓明園事務。
二十年（1815年）四月初六日，因在健銳營值班卻私下派人代替在圓明園接班遲誤的散秩大臣瑞齡報到，瑞齡有分獻禮差使，接到侍衛處傳牌才趕到接班，遭到鄂勒哲依圖奏參，嘉慶帝責備「殊屬好事」，交兵部議處。八月，嘉慶帝在巴彥山谷圍場行圍，許多畜牲從看城兩旁副纛、尾纛間逃出，管理蒙古圍場失職的富勒琿凝珠、孝順岱、舒倫保、花沙布皆被罰俸半年；又因行圍時左邊尾纛落後、中纛迷路，富勒琿凝珠再被革去散秩大臣，降為一等侍衛，在大門上行走。
道光四年（1824年）十一月，以一等侍衛派充烏魯木齊領隊大臣。任內尋常加八級，尋常紀錄五次。
八年（1828年），召回京，加恩賞給委散秩大臣。隨即因在烏魯木齊領隊三年，而駐防官兵軟弱廢弛，技藝生疏，徵調不能得力，遭到撤去委散秩大臣，仍以一等侍衛在大門上行走。
九年（1829年）十二月，卒。子慶興襲爵。

## 家庭及關聯
- 曾祖父：傅恒（1722年－1770年），官至太保、保和殿大學士、軍機大臣、戶部尚書、領侍衛內大臣、鑾儀衛掌衛事大臣，封一等忠勇公。
- 曾祖母：葉赫那拉氏（1722年－1793年），左都御史揆敘孫女，兵部左侍郎副都統永壽之女。
- 祖父：福隆安（1746年－1784年），襲一等忠勇公，官至兵部尚書、軍機大臣、都統、領侍衛內大臣、鑾儀衛掌衛事大臣。
- 祖母：和碩和嘉公主（1745年－1767年），清高宗第四女。
- 父：豐紳濟倫（1763年－1807年），襲一等忠勇公，官至兵部尚書、都統、鑾儀衛掌衛事大臣、總管內務府大臣。
- 母：博爾濟吉特氏（？年－？年），科爾沁扎薩克達爾罕親王侍衛內大臣色布騰巴爾珠爾與固倫和敬公主第四女。

- 富勒琿凝珠行一，有四弟一妹：
  - 弟成勳、圖敏、德銘。
  - 姊妹一，適鑲黃旗滿洲鈕祜祿氏景恩，杭州將軍和世泰之子。

### 子嗣
有四子一女：
- 長子：慶善（？年－？年），官藍翎侍衛，因事革職發遣伊犁效力贖罪。
- 次子：慶興（？年－1856年），副都統，襲一等忠勇公。
- 三子：慶宜（？年－？年），官侍衛。
- 四子：慶如（1801年－1860年），官至烏里雅蘇臺將軍、都統。
- 長女（1812年－1833年），適正紅旗滿洲哈達瓜爾佳氏長秀，道光十四年舉人，官至湖南長寶道署理按察使。[14]

## 世爵承襲[15]
|  |  | 一等忠勇公 傅恒乾隆十四年正月，始封           |  |  |  |  |  |  |  |  |  |  |  |
|  |  |                                               |  |  |  |  |  |  |  |  |  |  |  |
|  |  | 一等忠勇公 福隆安乾隆三十五年閏三月，一次襲   |  |  |  |  |  |  |  |  |  |  |  |
|  |  |                                               |  |  |  |  |  |  |  |  |  |  |  |
|  |  | 一等忠勇公 豐紳濟倫乾隆四十九年，二次襲       |  |  |  |  |  |  |  |  |  |  |  |
|  |  |                                               |  |  |  |  |  |  |  |  |  |  |  |
|  |  | 一等忠勇公 富勒琿凝珠嘉慶十二年十二月，三次襲 |  |  |  |  |  |  |  |  |  |  |  |
|  |  |                                               |  |  |  |  |  |  |  |  |  |  |  |
|  |  | 一等忠勇公 慶興道光九年十二月，四次襲         |  |  |  |  |  |  |  |  |  |  |  |
|  |  |                                               |  |  |  |  |  |  |  |  |  |  |  |
|  |  | 一等忠勇公 果齊遜咸豐六年，五次襲             |  |  |  |  |  |  |  |  |  |  |  |
|  |  |                                               |  |  |  |  |  |  |  |  |  |  |  |
|  |  | 一等忠勇公 松椿光緒十七年，六次襲 果齊遜嗣子  |  |  |  |  |  |  |  |  |  |  |  |